# Pointe Figuier
Pointe Figuier är en udde i Haiti.   Den ligger i departementet Sud, i den sydvästra delen av landet, 140 km väster om huvudstaden Port-au-Prince.
Terrängen inåt land är platt västerut, men åt nordost är den kuperad. Havet är nära Pointe Figuier söderut.  Närmaste större samhälle är Les Cayes, 13,9 km väster om Pointe Figuier. 